# Joan Riera
Juan Francisco Riera Mestre, más conocido como Joan Riera (nacido el 1 de septiembre de 1979 en Palma de Mallorca) es un jugador de baloncesto español que en 2010 milita en las filas del  CB Básquet Pla de la Liga LEB Plata. Mide 1,88 metros, y juega en la posición de base.

## Biografía
En sus inicios, tras su paso por la EBA en Plasencia y Alayor, juega en LEB con Coruña y Porriño hasta recalar finalmente en su Mallorca natal donde ha permanecido desde la campaña 2003-2004. Tras su regreso a la Isla (Basquet Muro), un año después recala en el Inca donde coincidirá con José Luis Abós y Willy Villar. En la campaña 08-09, tras completar la fase regular con el Bàsquet Mallorca (Inca), acabó la temporada en las filas del Club Baloncesto Estudiantes de Luis Casimiro, debutando en la ACB. Su paso por el club fue testimonial y solo pudo disputar 24 minutos repartidos en seis encuentros en la máxima categoría. En 2009 vuelve a defender la camiseta del Bàsquet Mallorca. En 2010 ficha por el Basket Zaragoza 2002., también de ACB. En 2011 ficha por el Club Melilla Baloncesto alcanzando con el equipo la final de los play-offs por el ascenso.

## Trayectoria deportiva
- 2004-2008 LEB. Club Basquet Inca  España
- 2008-2009 LEB. Bàsquet Mallorca  España
- 2008-2009 ACB. Club Baloncesto Estudiantes  España
- 2009-2010 LEB. Bàsquet Mallorca  España
- 2010-2011 ACB. Basket Zaragoza 2002  España
- 2011-2014 LEB. Club Melilla Baloncesto  España
- 2014-     LEB Plata.  CB Básquet Pla  España